# Enrique Kistenmacher
Enrique Alberto Kistenmacher (8 april 1923 – 11 februari 1990) was een Argentijnse atleet, die gespecialiseerd was in de tienkamp. Hij nam eenmaal deel aan de Olympische Spelen, waarbij hij in deze discipline als vierde eindigde.

## Loopbaan
Op de Olympische Spelen van 1948 in Londen werd Kistenmacher vierde op de tienkamp en tiende op het onderdeel verspringen. Hij werd Zuid-Amerikaans kampioen tienkamp in 1947 en 1949.
Op het nummer verspringen behaalde Enrique Kistenmacher in 1947 een bronzen medaille bij de Zuid-Amerikaanse kampioenschappen in 1947. Twee jaar later werd hij in Lima ook op dit onderdeel Zuid-Amerikaans kampioen.

## Titels
- Zuid-Amerikaans kampioen tienkamp - 1947, 1949
- Zuid-Amerikaans kampioen verspringen - 1949

## Persoonlijke records
| Onderdeel   | Prestatie | Jaar |
| ----------- | --------- | ---- |
| verspringen | 7,365 m   | 1949 |
| tienkamp    | 7011 p    | 1947 |

## Palmares

### verspringen
- 1947:  Zuid-Amerikaanse kamp. - 7,07 m
- 1948: 10e OS - 6,80 m
- 1949:  Zuid-Amerikaanse kamp. - 7,365 m

### tienkamp
- 1947:  Zuid-Amerikaanse kamp. - 7011 p
- 1948: 4e OS - 6929 p
- 1949:  Zuid-Amerikaanse kamp. - 6853 p